# ZAC Pajol
La ZAC Pajol est une zone d'aménagement concerté située rue Pajol au cœur du quartier de la Chapelle.

## Historique du quartier
En 1926 furent transférés rue Pajol les services des douanes et messageries des chemins de fer de l'Est, à l'occasion de l'agrandissement de la gare de l'Est. Plusieurs bâtiments furent construits à cette occasion :
- un bâtiment à 2 étages sur sous-sol, de 105 m x 22 m, pour les bureaux de ces deux services. Le rez-de-chaussée s'organisait en une série de bureaux de chaque côté d'une galerie longitudinale couverte d'un comble en béton translucide. Le second étage servait aux logements des chefs de service. Ce bâtiment abrite aujourd'hui le Collège Aimé Césaire ;
- une halle des messageries de 196 m x 20 m constituée par des pans de fer avec remplissage en briques et couvert avec des combles en Sheds, et desservie par une cour supérieure de22 m de largeur. Des passerelles transversales avec monte-charges et goulottes assuraient la liaison entre la halle et les quais sans avoir à traverser les voies. Aujourd'hui la Halle Pajol ;
- la Halle des Douanes à trois étages, de 90 m x 30 m, construite en béton armé avec combles vitrés, abrite aujourd'hui l'IUT Paris Diderot ; les deux halles étaient réunies par une passerelle longitudinale pour conduire les colis dédouanés sans recouper les autres mouvements ;
- la cour supérieure des messageries, le long de la rue Pajol jusqu'à la rue Riquet, a été aménagée en Esplanade Nathalie Sarraute ;
- la cour des Douanes, qui séparait la halle des douanes de la rue du Département, est devenue aujourd'hui le square Françoise-Hélène-Jourda, renommé ainsi à l'été 2016 en mémoire de l'architecte chargée de la réfection de la ZAC Pajol[3],[4] ;
- une salle omnisports, une autre consacrée aux arts martiaux, de 264 m2 et une salle de danse de 200 m2[5].

Travaux de 1926 par Bouché-Leclercq
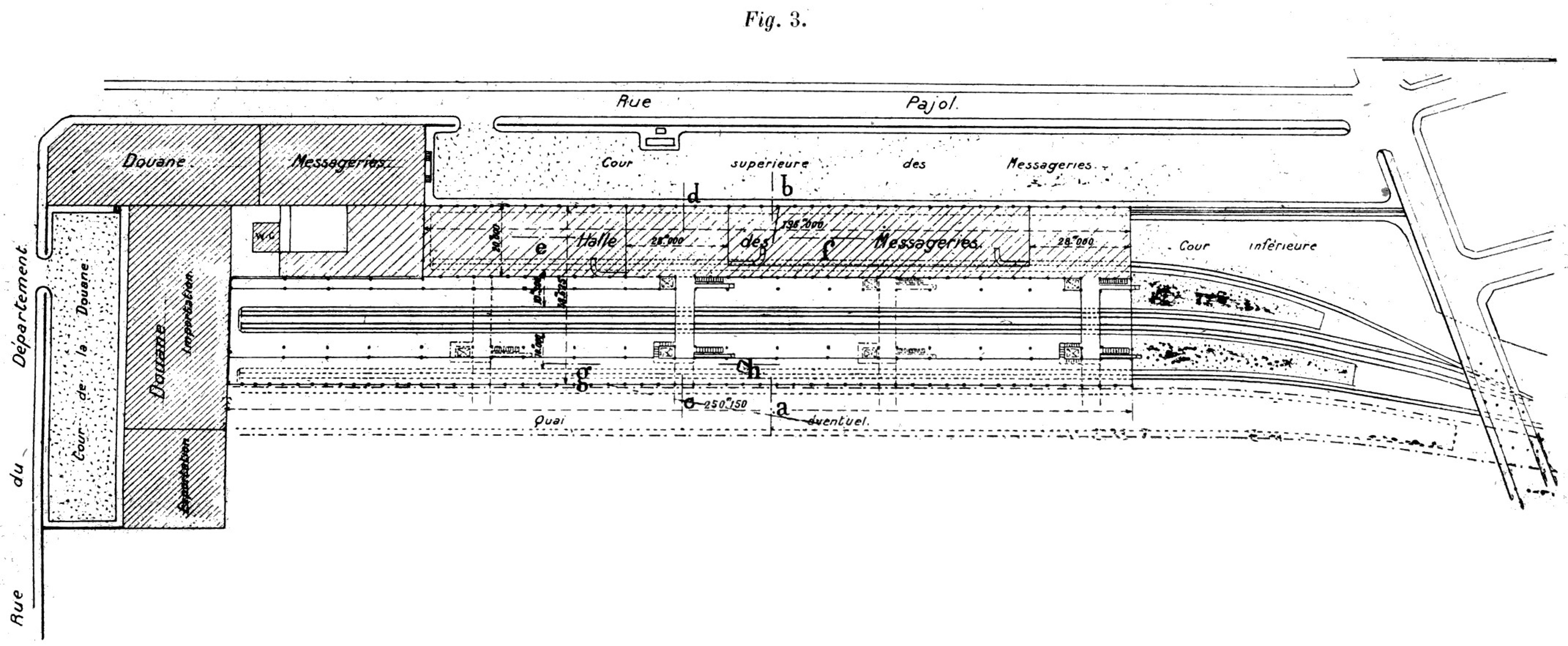
Services des Messageries et de la Douane, angle des rues Pajol et du Département, plan détaillé.
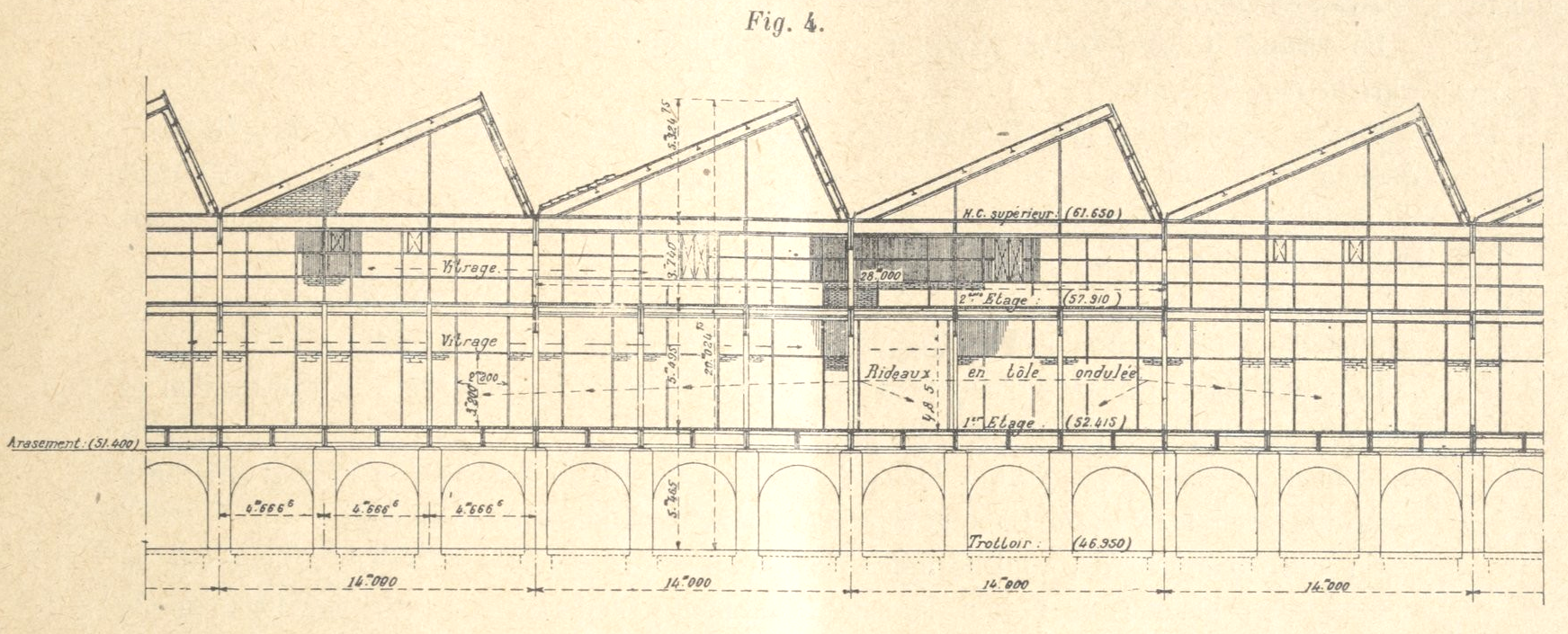
Halle des messageries (1)
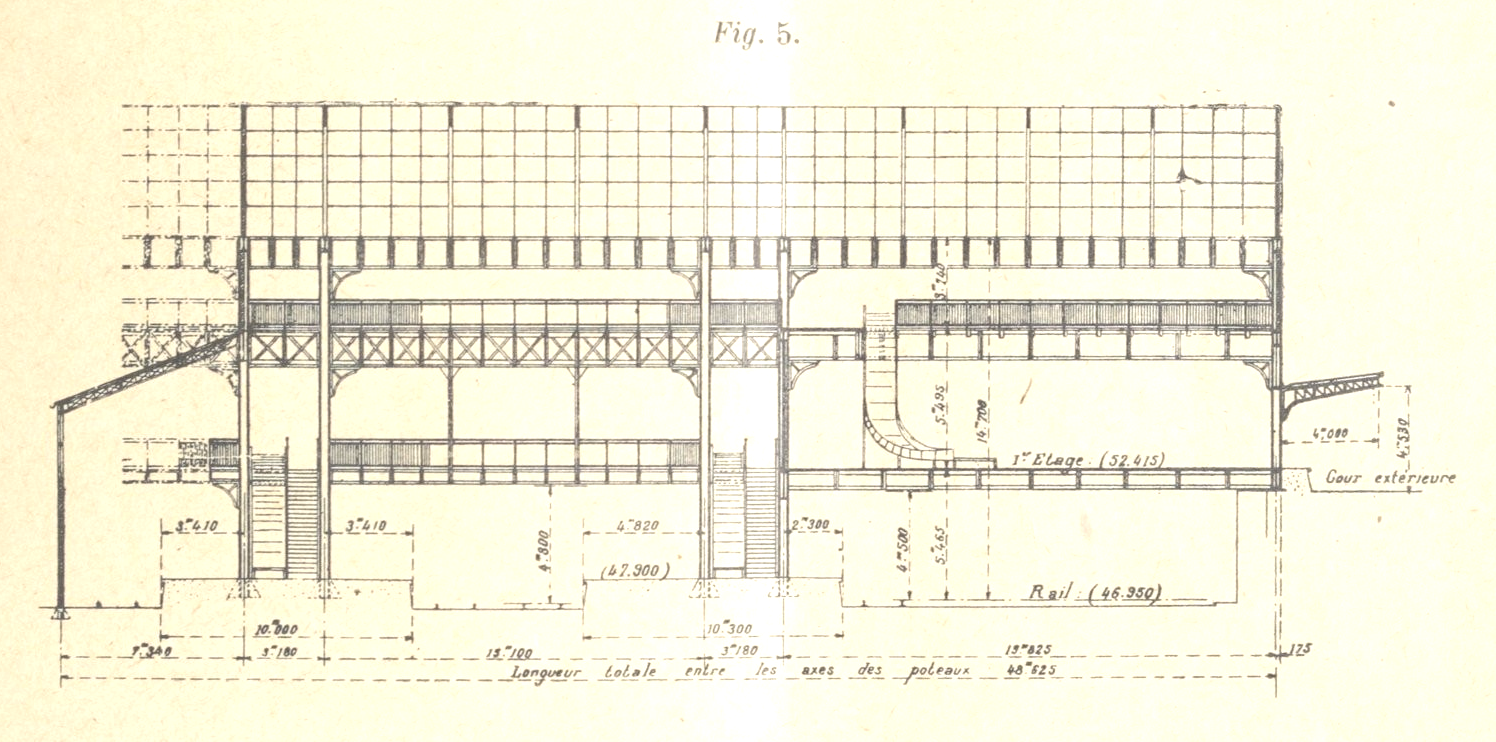
Halle des messageries (2)

Rachetée par la Mairie de Paris, elle abrite maintenant une auberge de jeunesse et des locaux d'activités pour jeunes entrepreneurs. Chantier écologique pilote conçu par l’architecte Françoise-Hélène Jourda, elle est la première centrale solaire photovoltaïque urbaine de France avec 3 500 m2 de panneaux photovoltaïques.

### Historique de la ZAC

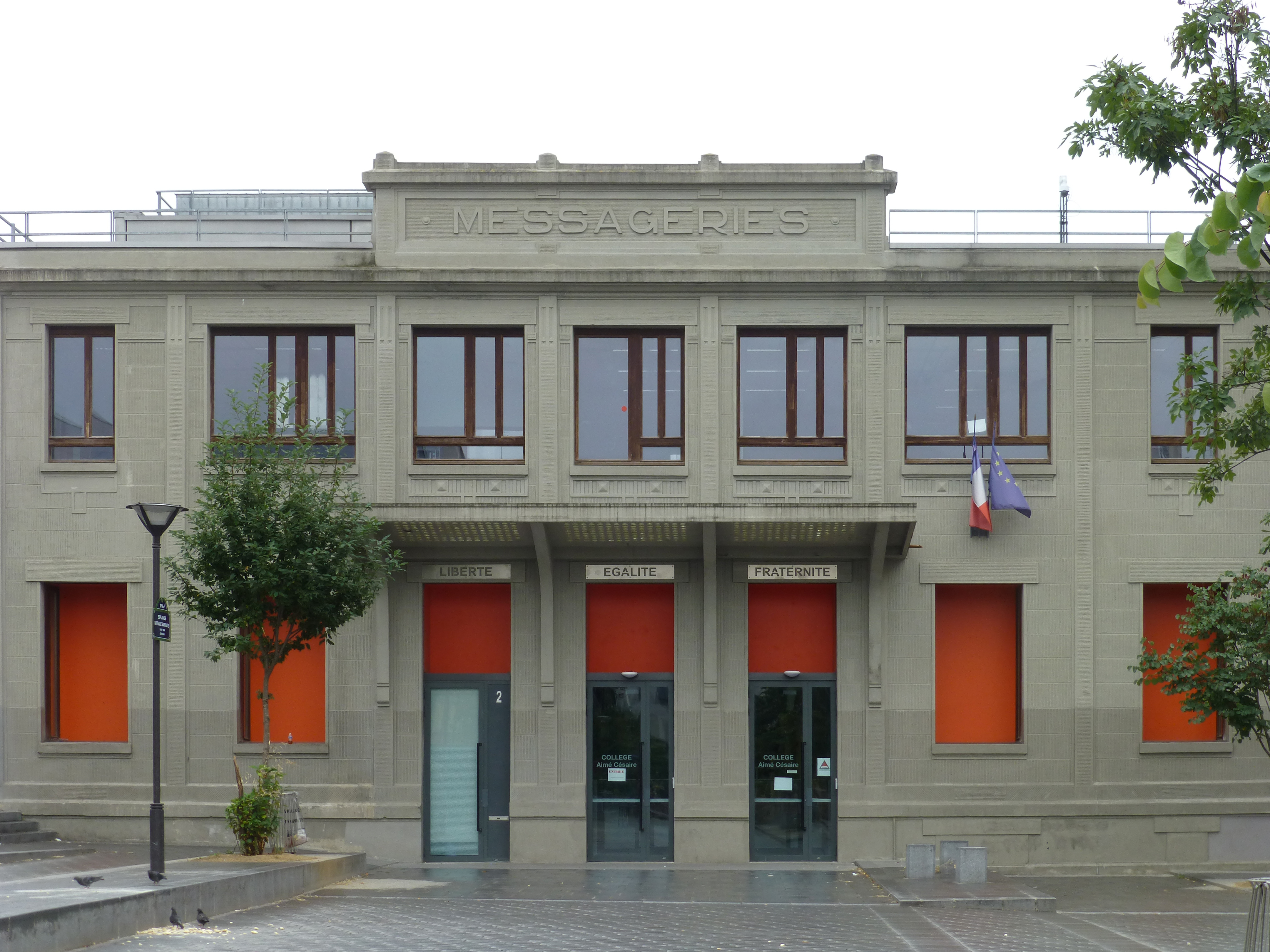
Anciennes messageries : façade Art déco mise en valeur par un enduit ciment brun

Cet écoquartier se veut exemplaire en matière de développement durable. Le projet de réhabilitation de friches ferroviaires a été porté par la mairie de Paris, la mairie du 18e et la SEMAEST. Les architectes coordonnateurs furent à partir de 2003 Janine Galiano et Philippe Simon. Mais plus de vingt ans de négociations ont été nécessaires pour arriver à ce résultat : en 1957, le quartier faisait partie des secteurs insalubres de Paris cités par l'enquête de l'urbaniste Raymond Lopez.
Pour la reconquête des emprises ferroviaires, vues comme les derniers gisements fonciers à investir dans la capitale, la Ville de Paris s'est appuyée au début sur les études de l'APUR, les procédures ZAC, les SEM et la Charte de la déconcentration du 1er juillet 1992 en application de la loi du 6 février 1992. Pour Pajol, en 1993, l'APUR publie une première esquisse d'aménagement : le projet de ZAC couvre alors 3,4 hectares. Les habitants se mobilisent immédiatement contre la surdensification du quartier et demandent plus d'établissements scolaires ; mais la conservation du patrimoine industriel architectural ne répond à cette époque à aucune demande.
Une seconde vague de contestation débouche sur la réunion du 27 février 1995 et son appel fortement médiatisé à Jacques Chirac reprenant le thème de la fracture sociale. Au niveau national, le climat politique évolue au cours de cette décennie : la concertation citoyenne est à l'honneur avec la Charte de la concertation du Ministère de l'Environnement de Corinne Lepage le 5 juillet 1996 et la loi d'orientation sur l'aménagement et le développement durable du territoire de Dominique Voynet (25 juin 1999, no 99-533). Le 13 décembre 2000, c'est la loi SRU qui modifie en profondeur le droit de l'urbanisme et du logement en France et la constitution de conseils de quartier dans les villes de + de 80 000 ha suivie de la loi 2002-276 du 27 février 2002 relative à la démocratie de proximité.

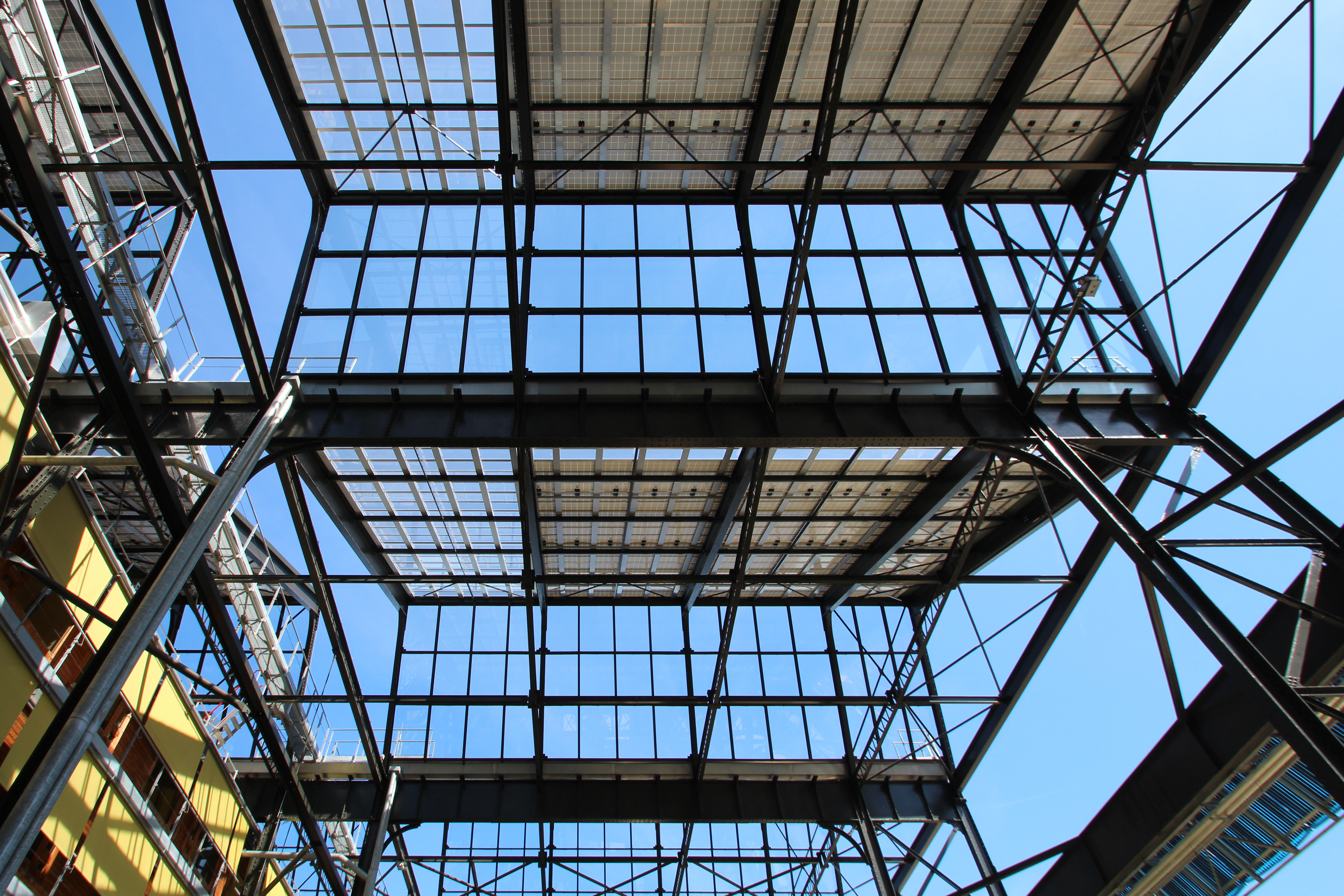
Charpente métallique après restauration

Au niveau local, la grogne monte à Pajol. De nombreuses associations de défense du quartier se constituent, parmi lesquelles Gare aux pollutions, Oxygène, Les jardins d'Éole, Cactus, qui se fédèrent avec les collectifs du quartier de la Chapelle, ce qui leur donne plus de poids ainsi que l'occasion d'échanger et de se concerter.
Au niveau des décideurs, les années 2001-2003 vont être un moment décisif pour les prises de décision à venir ; plusieurs élus sont issus des milieux associatifs ce qui permet de relancer la concertation. La réunion publique du 13 mars 2002 demande la reconversion du bâtiment de la messagerie en IUT et la création de jardins et de logements étudiants. Les habitants du quartier ont pris le temps d'apprécier la halle grâce aux animations qui leur ont ouvert le site et ils s'opposent fermement à sa démolition. Pendant l'été 2002, plusieurs architectes, urbanistes et sociologues bénévoles vont à la rencontre du collectif d'associations, le CEPA (Coordination Espace Pajol) dirigé par Olivier Ansart. Mais c'est Laurent Raphose, habitant du quartier, représentant associatif sportif pour la Commission Technique EDL, membre de la CEPA, qui propose à Francoise-Hélène Jourda de participer à l'appel d'offre et aux réunions de la SEMAEST. C'est aussi sa présence avec voix délibérative en tant que représentant associatif aux jurys de concours architecturaux, qui lui permet de prendre part à la co-décision liée aux éléments de conception en appuyant sur la nécessité de conservation de la halle dans son ensemble et en insistant sur les préconisations écologique. Ceci n'ayant été rendu possible qu'avec le soutien de Cactus, le CEPA et la cellule de prévisualisation qui ont demandé sa réintégration au processus de concertation, après en avoir été écarté, à la suite de contestations peu appréciées du maitre d'ouvrage. Après la réunion publique du 12 décembre 2002, Jean-Pierre Caffet, conseiller de Paris et du 18e arrondissement, entérine le principe de la révision du projet en lien avec Michel Neyreneuf, fraichement élu, fondateur en 1976 d'une association appelée Paris-Goutte-d'Or. La personnalité et l’expérience du monde associatif de l’adjoint à l’urbanisme et au développement durable du 18e arrondissement, permet de créer un climat de confiance entre pouvoirs publics et représentants de la société civile.
Il faudra plusieurs réunions de concertation tout au long de l'année suivante pour faire avancer le projet. L'agence Galiano-Simon a remporté la maîtrise d’œuvre, n'a jamais eu connaissance des travaux des ateliers de préfiguration urbaine de la CEPA, mais va s'engager dans ce qu'ils appellent une requalification des rives du réseau ferré en s'appuyant sur l'ampleur des vues dégagées, comparables à celles d'un aéroport, et à l'intelligence du dispositif fonctionnel de la halle.

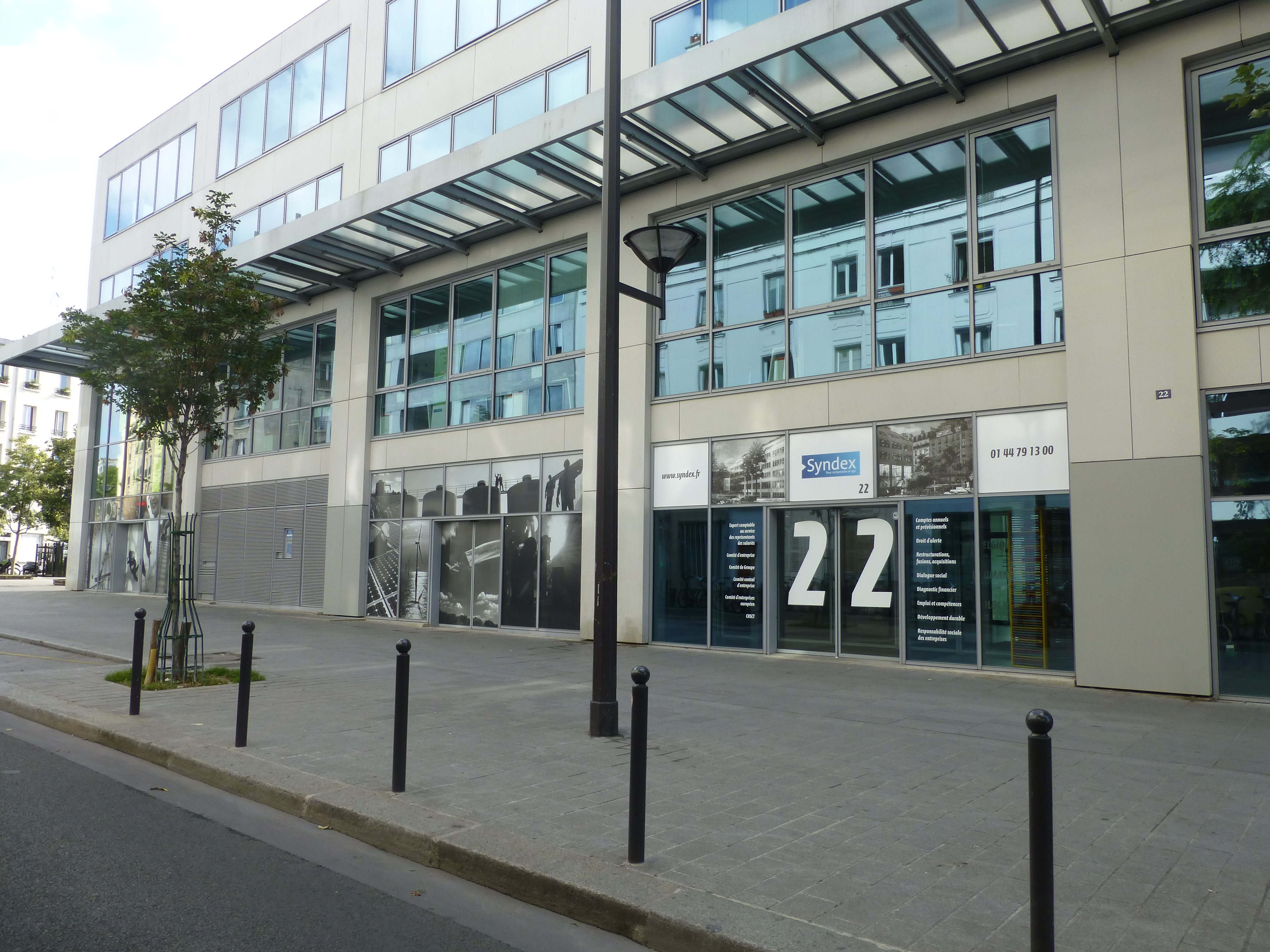
Syndex au numéro 22

Le nouveau programme propose :
une auberge de jeunesse pour remplacer les logements prévus par la ZAC ;
pour remplacer le projet de pépinière dans le bâtiment d'activités, l'installation de SYNDEX, qui conseille les syndicats lors des restructurations, alors que la COGEDIM ne proposait que bureaux et banques ;
et des panneaux photovoltaïques sur le toit. L'arrêté du 10 juillet 2006 ayant prévu une prime tarifaire, une sur-toiture de 3 300 m2 est envisagée.

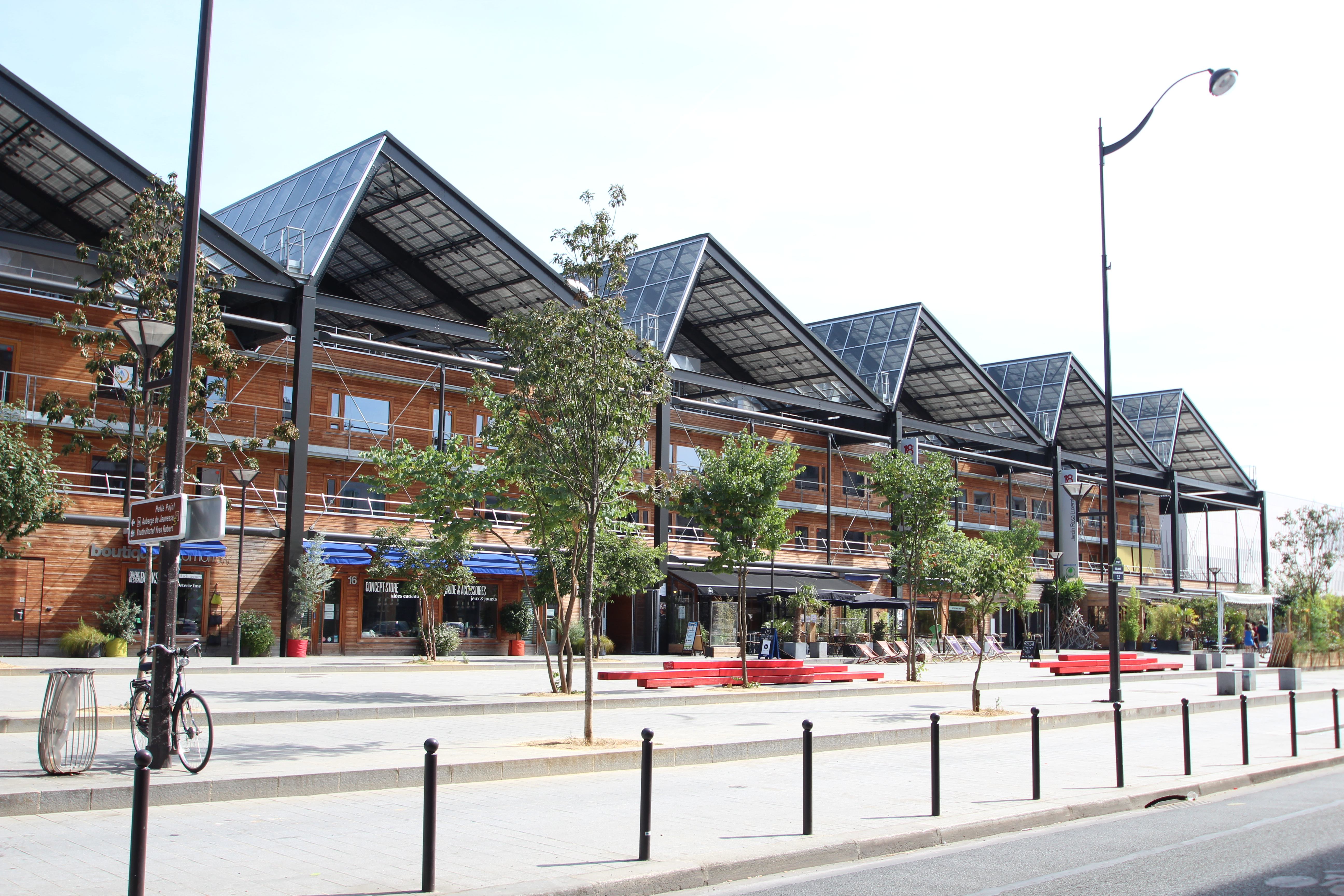
Halle Pajol, plus grande centrale solaire urbaine de France

L'originalité de ce programme réside en grande partie sur la mixité des fonctions avec les commerces, sur la réflexion concernant la gestion des eaux pluviales, sur l'intervention de la Compagnie parisienne de chauffage urbain et sur un fonctionnement basé sur la mutualisation.
En 2003, l'agence Galiano-Simon présente trois scénarios d'aménagement en réunion publique. Les conflits sont partiellement résolus en introduisant la notion d'intégrité par opposition à celle d'intégralité. Les discussions vont bon train mais aboutissent—l'immeuble de bureaux a perdu trois étages par exemple --, sauf pour le nombre de travées de la halle à conserver. Alors que les services techniques veulent y construire un équipement sportif, la concertation aboutit sur la décision de conserver dix des quatorze travées au lieu de neuf, ce qui aurait permis de maintenir une aire de retournement des engins de secours entre la halle et le gymnase. L'architecte Françoise-Hélène Jourda est consultée à ce sujet, en tant qu'experte. Son intervention est décisive mais controversée. Elle s'est portée par la suite candidate pour le concours de transformation de la halle, qu’elle a remporté. Seule la discussion autour de la salle de spectacle revendiquée comme salle d'AG pour la Fédération unie des auberges de jeunesse devenue gestionnaire n'aboutit pas. La signature du contrat pour la centrale solaire avec Dalkia a lieu en décembre 2009 ; c'est SOLARVIP qui prend la relève deux ans plus tard, sur un projet réduit du quart de la surface prévue.
En 2004 la convention publique d'aménagement entre la Ville de Paris et la SEMAEST inscrit expressément les objectifs de HQE dans le processus de conception, de réalisation puis d'exploitation de la ZAC : ces objectifs seront chiffrés et imposés aux constructeurs dans le Cahier de prescriptions environnementales et de développement durable comme en témoigne par exemple le bilan chiffré de l'opération du gymnase.

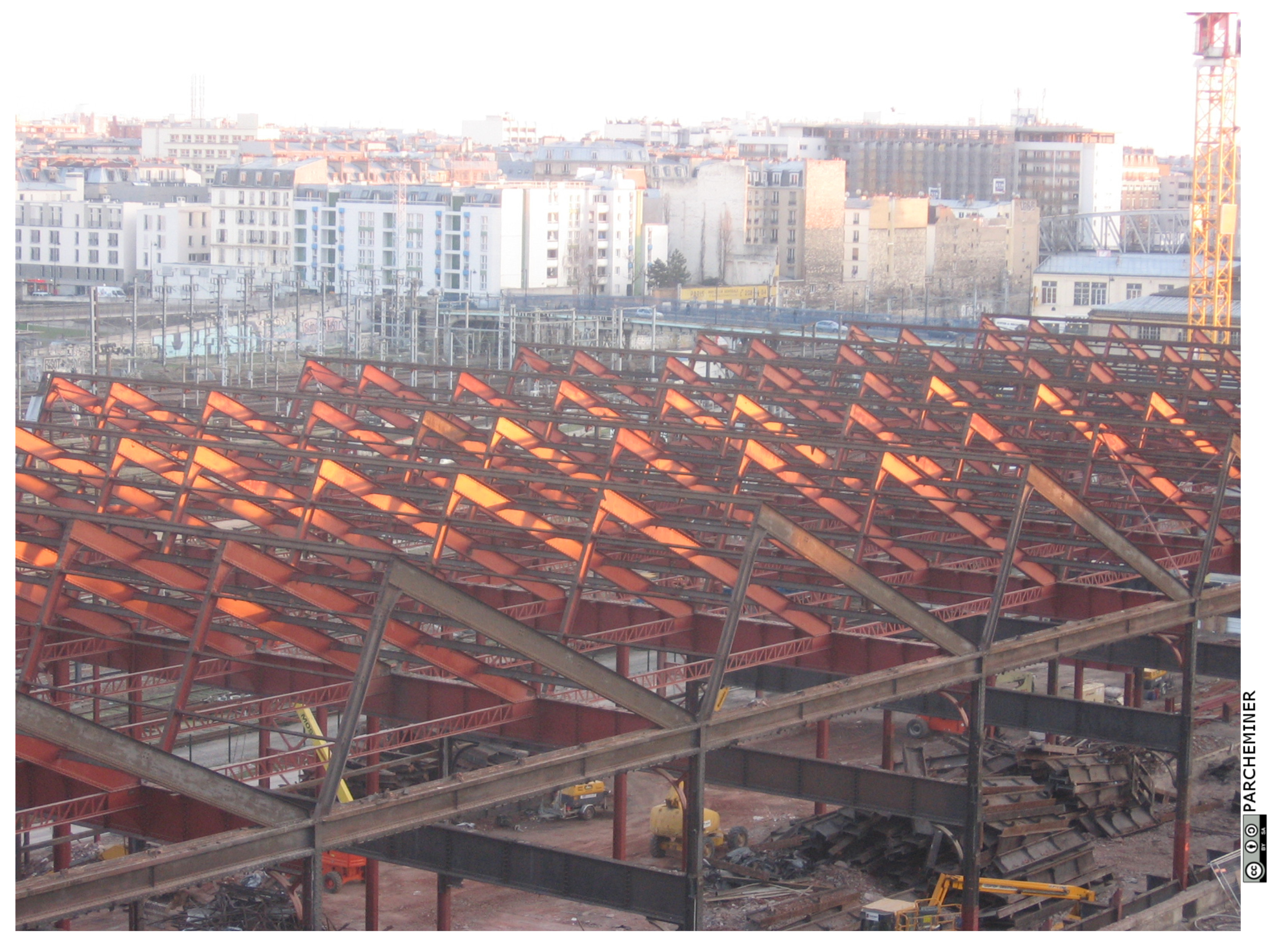
Charpente en acier de la Halle Pajol pendant les travaux de rénovation (2011-2012)

Le chantier démarre en 2011 et l'inauguration aura lieu en 2013.
Comme dans tous les projets d’écoquartiers, les associations se sont positionnées comme intermédiaires entre maîtrises d’ouvrage et habitants non-organisés. En revanche, pendant ces deux années où l'architecte et le paysagiste se mettent au travail le travail des associations change de cible : le comité de suivi est régulièrement mis au courant de l'avancée des travaux mais l'implication des habitants se porte ailleurs, sur la volonté de tenir compte de la grande diversité culturelle des résidents du secteur. Ils se préparent pour d’autres formes de mobilisation vis-à-vis des projets urbains et montent un festival de danses du monde entier en mai 2013, qui va interpeller et intéresser les résidents des quartiers de la Chapelle, de la Goutte d’or ou de Flandre Aubervilliers. Il s’agit aussi, en cherchant un certain niveau d’exigence, de valoriser ces cultures et leur diversité tout en attirant une audience au-delà de ce secteur.
La mobilisation des représentants associatifs impliqués depuis 2002 dans le projet de la ZAC a donné lieu à la construction de nouveaux savoirs, certes urbanistiques mais aussi politiques, en particulier la culture de débat. Pendant les réunions du comité de suivi les représentants associatifs interviennent au même titre que les acteurs professionnels.

## Locataires actuels de la Halle Pajol

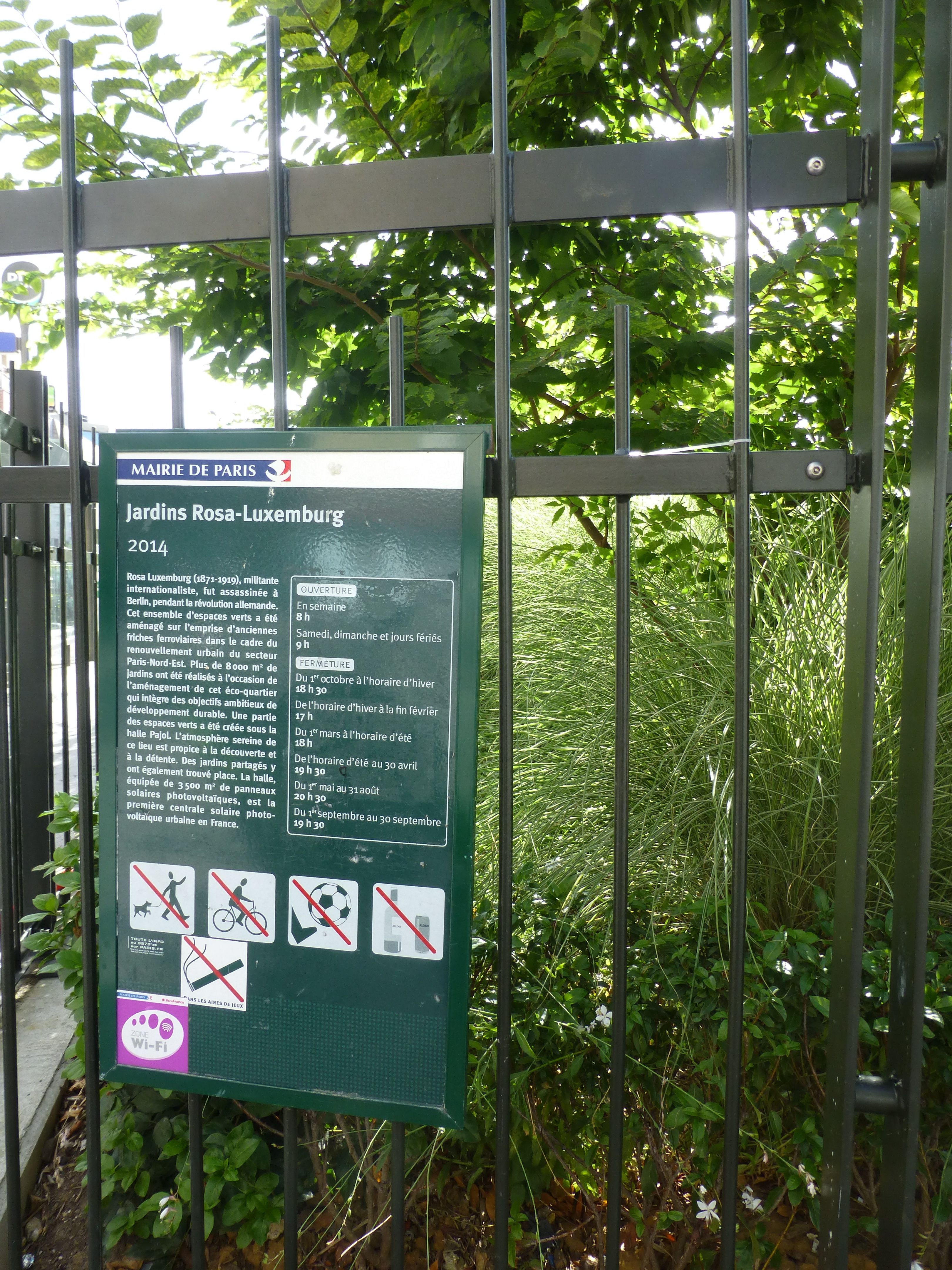
Entrée des Jardins Rosa Luxemburg

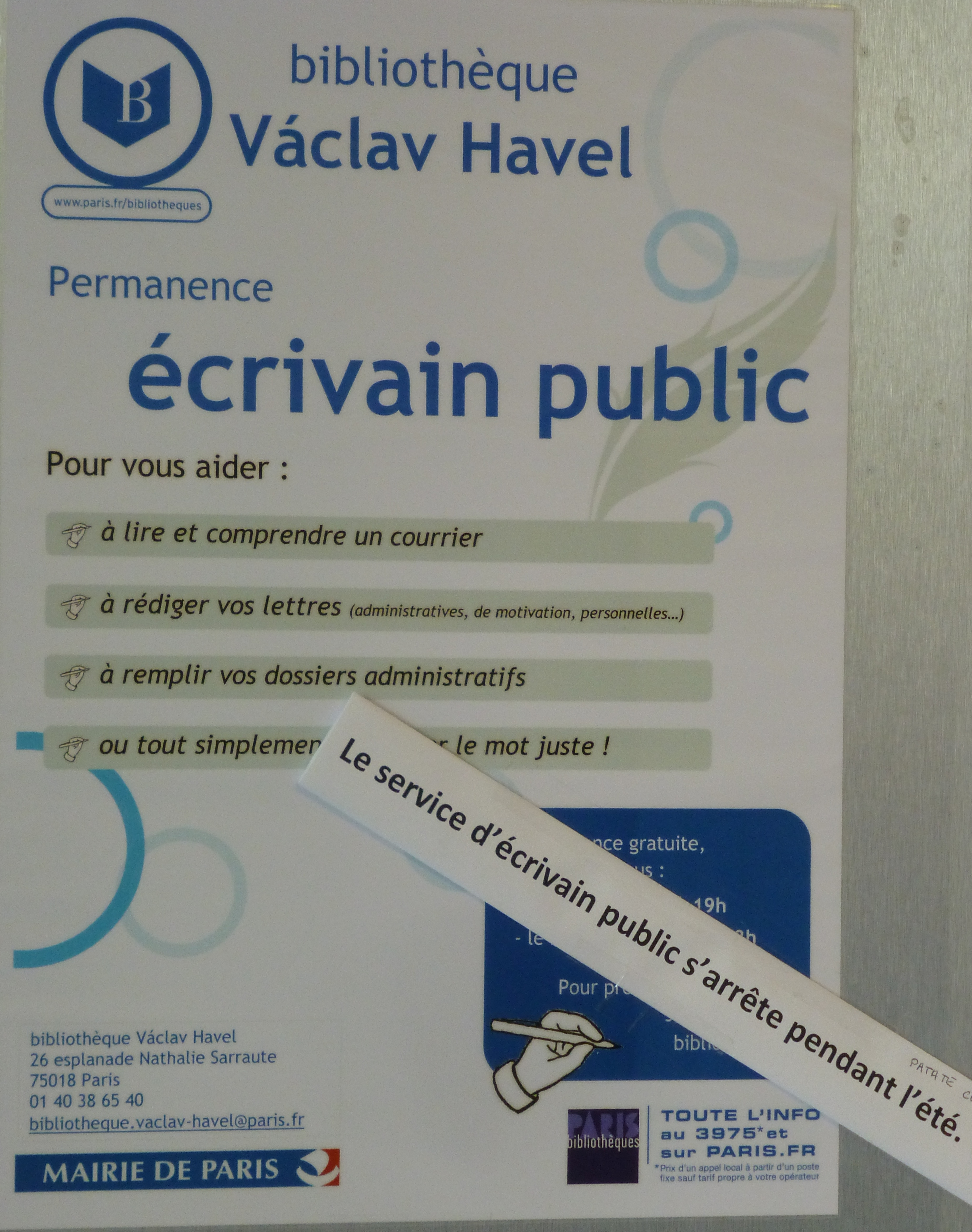
Un écrivain public

La Halle Pajol héberge une série de services et de commerces donnant à l'ouest sur un vaste espace piéton ; l'arrière donne sur la voie ferrée ; il est occupé par le jardin Rosa Luxemburg. Toute la structure, accessible en rez-de-chaussée, se revendique éco-responsable. Les panneaux solaires pour le chauffage et des puits canadiens pour climatiser l'air. Les matériaux écologiques et l'utilisation de produits frais et d'ingrédients issus du commerce équitable sont privilégiés dans tous les services de restauration de la Halle Pajol et dans les boutiques.
L’auberge de jeunesse Yves Robert, d’une surface d’environ 4 400 m2, a ouvert ses portes en 2013. Outre les 330 lits qu’elle met à disposition, elle propose un service de restauration self-service tout-public (employés de Green One ou étudiants de l'IUT) et un programme d’animations. Elle dispose d’une salle de spectacle de 180 places assises et de plusieurs salles de réunion modulables. Ouverte tous les jours et 24 heures sur 24, elle propose location de salles, bagagerie, laverie, cuisine collective, connexion wifi dans le hall d’accueil et dans les salles de séminaire, bar-restaurant de 160 places… Tous les espaces sont accessibles aux personnes à mobilité réduite.
La bibliothèque Václav Havel, d’une superficie de 1 000 m2, ouverte également au public depuis 2013, propose une collection de plus de 43 000 documents, des salles de travail individuel ou en groupe, un espace multimédia, un espace jeunesse et une salle consacrée aux jeux vidéo. S'appuyant sur de nombreux partenariats, elle s’inscrit dans la vie de son quartier et a mis en place une série de services tels que l'aide aux devoirs, un service de portage de livres à domicile, des ateliers de conversation en français, projections de films, clubs de lecture, séances de jeux vidéo ou animations en ligne,.
La Halle Pajol propose des commerces dits de destination : deux bars-restaurants, Les Petites Gouttes, qui organise aussi expositions, concerts et rencontres thématiques, et Bob’s Bake Shop qui offre bagels, salades, desserts et pâtisseries élaborés sur place. L’espace DRAFT met à disposition des créateurs indépendants un atelier de coworking leur permettant à la fois d’élaborer leurs projets et de vendre directement leurs produits sur l’eshop connectée au DRAFT. Il anime aussi des fab labs. Le concept store Boutique for tomorrow démocratise le design à travers ses objets de créateurs indépendants et organise chaque année un concours de posters sur une thématique sociale. L'épicerie Deli Droppropose à la vente de produits américains et un service de restauration rapide sur place.
La Halle Pajol offre aux promeneurs des espaces verts venus recouvrir les anciennes friches ferroviaires qui en constituent le socle : espaces végétalisés, jardins partagés, aires de jeux pour enfants et jardin couvert de 2 500 m2. Les paysagistes qui ont participé à ce projet ont tenu compte de la pollution des sols, et donc de la nécessaire épaisseur et quantité de sols profonds et fertiles, des nuisances sonores liées à l’exploitation du chemin de fer ainsi que des mouvements d’air. Ils se sont associés en agence nommée Galiano/Simon/Tenot. Ils ont pris le parti de mettre en scène la situation de confins du site et son dégagement visuel, sa position de balcon sur les rails en un forum paysager sous la halle, face aux lignes de chemin de fer. Ce n'est pas un simple espace vert mais un jardin en articulation avec les bâtiments alentour.

## Histoire des lieux

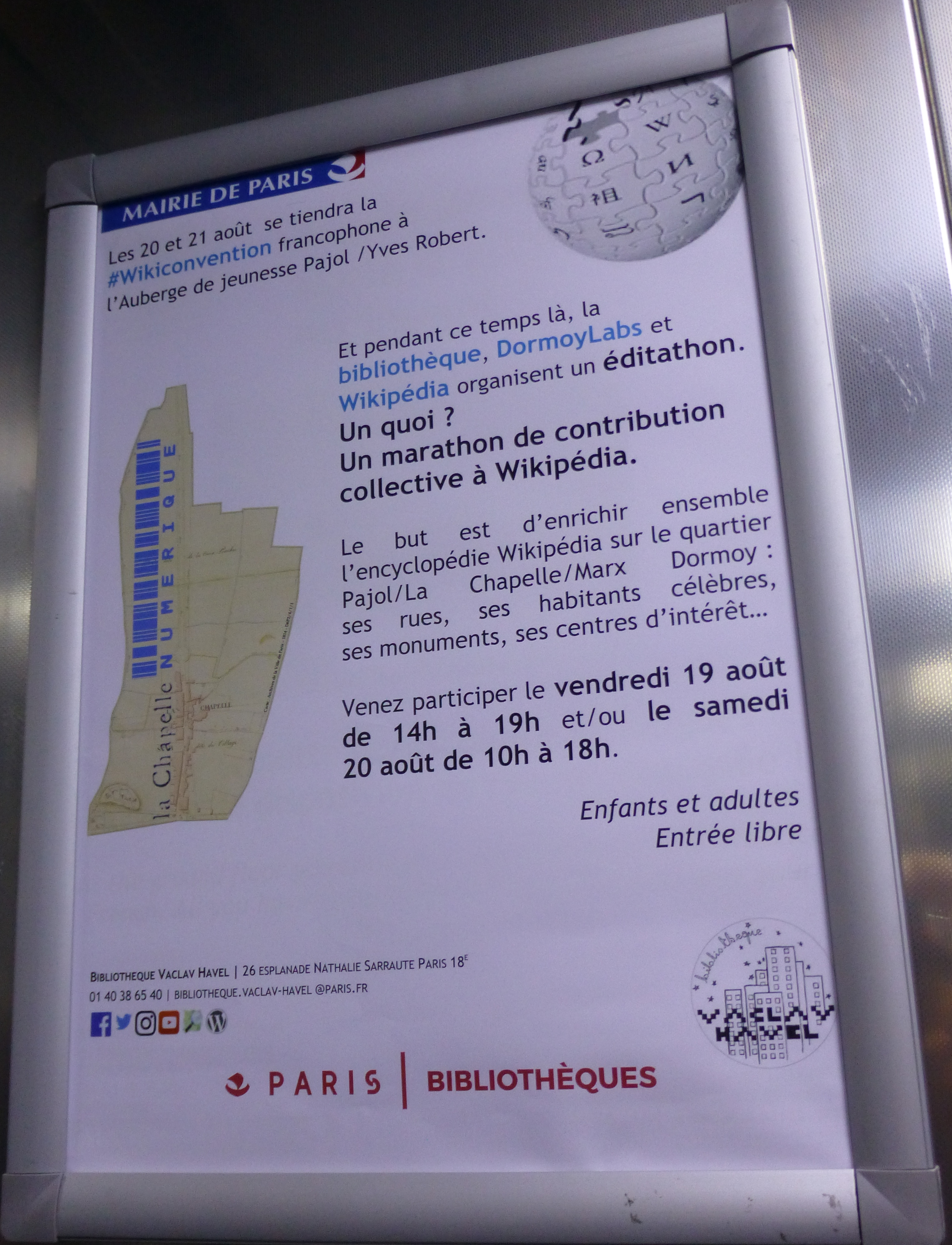
Editathon du 19-20 août 2016

L'occupation de la friche industrielle donne lieu à plusieurs initiatives culturelles : la présence temporaire d’artistes off et les animations culturelles éphémères sont admises, comme autant de manifestations d'une reconquête urbaine en cours permettant de sécuriser, pacifier et animer le quartier comme une étape avant sa mise en valeur définitive. Les aménageurs s'appuient sur cette présence temporaire pour amorcer en amont le processus de reconquête des friches.
L'artiste plasticien argentin Carlos Regazzoni s’installe, avec l'autorisation de la SNCF, en 1994 dans la halle Pajol. Il y construira notamment des œuvres monumentales en acier. Très populaire, appelé le géant génial, il est pour beaucoup dans la perception positive de la friche ferroviaire par la population locale, en s'appuyant sur le collectif El Gato Viejo. Les conventions d'occupation des friches urbaines par des collectifs d'artistes font partie des arguments de campagne de Bertrand Delanoë en 2001. En 2003, Bernard Rapp tourne Pas si grave dans ses ateliers. En 2005, après le rachat du terrain par la Ville de Paris qui décide de réhabiliter l’endroit, l’artiste est sommé de libérer le lieu. Il le fait en 2006 après négociations avec la mairie. En février 1996, le couturier Jean-Paul Gaultier présente sa nouvelle collection à la Halle Pajol. Des collectifs artistiques évolueront aussi dans la halle : la Dame Blanche, et la compagnie des Passagers avec le spectacle Tempête en 2003. En 2004, le Cirque électrique installé sur la cour du Maroc est inscrit au programme de Paris Quartiers d'Été ; En 2006, la nuit blanche connait une grande affluence ; une frise de 120 mètres de longueur, contant l'histoire du quartier et son avenir, est affichée sur le mur d'enceinte et durera deux ans sans dégradation. Un petit magazine spécial, 22 bis rue Pajol, est d'ailleurs édité par la SEMAEST à cette occasion et continue de sortir régulièrement deux fois par an
,
. Entre 2005 et 2012, plus de cent spectacles sont donnés au Grand Parquet, dans un théâtre provisoire logé dans un ancien parquet de bal démontable installé entre la halle et le mur d'enceinte. En juin 2012, le sculpteur portugais Vhils creuse un portrait géant sur un fragment de mur décrépi en sursis.
Des associations d’animation urbaine occupent également cette friche. Les Restos du cœur ont fonctionné dans l'actuel IUT jusqu'à l'été 2012. Les jardins ECObox ont été aménagés à partir de 2001 à travers une démarche participative avec un nombre important d’habitant-e-s du quartier. Ce projet est initié par l’association Atelier d’Architecture Autogérée. ECObox fonctionne à la fois comme un lieu de jardinage, de croisement social et culturel et comme un équipement flexible qui préfigure des usages urbains à venir. ECObox sera successivement déplacé en face de la ZAC Pajol, sur un terrain inoccupé, puis Impasse de la Chapelle dans le nord du quartier. Lab’AU Pajol, ouvert en janvier 2014 a été inauguré le 3 mai : c'est l'espace de travail mutualisé des associations Vergers Urbains et Toits Vivants ; il est devenu un tiers-lieu destiné à l’agriculture urbaine dans le quartier de La Chapelle. Des outils de jardinage sont mis à disposition des habitants depuis juin 2014 ; un projet de grainothèque est en cours de montage. À deux reprises l'esplanade Nathalie Sarraute a été pacifiquement occupée pendant un week-end par de nombreux représentants du street art pour le festival Top to bottom 2014 et 2015. La wikiconvention francophone du 19 au 21 août 2016 rassemble à l'Auberge de jeunesse, plus de cent personnes contributrices de l'association Wikimédia France. La bibliothèque et l'espace numérique proposent en parallèle un edit-a-thon et une sortie-photo, dans le prolongement de leur projet de cartographie numérique du quartier avec OpenStreetMap.

### Les mouvements des sans-papiers et des migrants
La halle Pajol est médiatisée quand l'ancien entrepôt SNCF désaffecté est investi le 10 avril 1996 par plusieurs centaines de sans-papiers majoritairement africains expulsés de l'église Saint-Ambroise (11e arrondissement) puis d'autres lieux comme le gymnase Japy. Ils quittent la halle le 28 juin pour occuper l'église Saint-Bernard (18e arrondissement). Appuyés par l'association Droits devant !!, ils reçoivent un fort soutien populaire et de personnalités du monde du spectacle avant d'être expulsés le 23 août, de manière très médiatisée, sur ordre du ministre de l'intérieur Jean-Louis Debré.
En 2015, 350 migrants fuyant notamment les conflits du Moyen-Orient consécutifs à la guerre civile syrienne qui s'étaient installés sous la station aérienne La Chapelle du métro parisien sont évacués par la police le 2 juin 2015. Certains obtiennent un hébergement provisoire, mais des campements se reconstituent à l'Église Saint-Bernard et sur le parvis la Halle Pajol. Evacués en juin, les migrants se dirigent vers le Bois Dormoy, jardin associatif du quartier. Un nouveau campement sur l'esplanade de la Halle Pajol, regroupant quelque 200 Érythréens, Soudanais, Éthiopiens et Libyens, est évacué le 28 juillet 2015.
Le même cas de figure se retrouve l'année suivante avec l'évacuation le 6 juin 2016 du campement des Jardins d'Éole qui regroupait plus de 1900 personnes, puis des campements sous les stations de métro Stalingrad et La Chapelle le 16 juin 2016, puis d'un autre devant la Halle Pajol le 29 juin 2016, 25e expulsion de ce type depuis juin 2015, ce qui conduit la Mairie de Paris à décider la création d'un centre humanitaire devant ouvrir en septembre 2016 dans le nord parisien.

## Cinéma
La scène du retour des rescapés des camps allemands (se déroulant en 1944), dans le film Les Uns et les Autres de Claude Lelouch, a été tournée en 1980 sur ce site.